# Referendum in Spanien 2005 zur Europäischen Verfassung
Am 20. Februar 2005 fand in Spanien ein Referendum über die Annahme der geplanten Europäischen Verfassung statt. 77 % der Abstimmenden befürworteten die Annahme des Verfassungsentwurfs. Die Wahlbeteiligung betrug 41,8 %.

## Vorgeschichte

Geplante Ratifizierungen:
durch Parlamentsbeschluss
nach einem Referendum

Am 29. Oktober 2004 hatten die Staats- und Regierungschefs der Mitgliedsstaaten der Europäischen Union den Vertrag von Rom über die Einführung einer europäischen Verfassung unterzeichnet. In Spanien einigte man sich parteiübergreifend darauf, ein Referendum über die Annahme des Vertragswerkes durchzuführen. Die meisten großen Parteien sprachen sich grundsätzlich für die geplante Europäische Verfassung aus. Zu den starken Befürwortern gehörten die regierenden Sozialisten (PSOE) unter Ministerpräsident José Luis Zapatero und die Regionalpartei auf den Kanarischen Inseln Coalición Canaria. Nach offizieller Parteilinie ebenfalls zustimmend, aber nicht ganz ohne innerparteiliche Differenzen waren die führende Oppositionspartei Partido Popular (Volkspartei, PP), die baskisch-nationalistische Partei Partido Nacionalista Vasco (PNV), die katalanische Regionalpartei Convergència i Unió (CiU) und die Grünen (Los Verdes).
Gegen den Verfassungsentwurf sprachen sich eine Reihe von Regionalparteien aus. Darunter waren die baskischen Parteien Izquierda Unida (IU) und Eusko Alkartasuna (EU), die katalanische Esquerra Republicana de Catalunya (ERC), die katalanischen Grünen Iniciativa per Catalunya Verds (ICV), der galicische Bloque Nacionalista Galego (BNG), und die aragonesische Chunta Aragonesista (CHA).
Die Befürworter argumentierten vor allem mit einer größeren Effizienz, die durch die Verfassung gewährleistet würde und angesichts der wiederholten Erweiterung der EU notwendig sei. Die Gegner kritisierten vor allem den vermeintlichen intransparenten und undemokratischen Zentralismus, der zu wenig Raum für regionale Lösungen lasse.
Von Kritikern des Vertragsentwurfes wurde angemerkt, dass die finanziellen Ressourcen während der Kampagne vor dem Referendum sehr ungleich verteilt gewesen seien. Auch seien in den offiziellen Medien die Kritiker kaum zu Wort gekommen und die stark von regierungsoffizieller Seite gestützte „Ja“-Kampagne habe das Referendum zu einer Entscheidung für oder gegen Europa hochstilisiert. Es sei kaum zu offenen parteiinternen Diskussionen um den Verfassungsentwurf gekommen.

## Referendum
Die den Wählern vorgelegte, mit „Ja“ oder „Nein“ zu beantwortende Frage lautete

«¿Aprueba usted el Tratado por el que se establece una Constitución para Europa?»

„Stimmen Sie dem Vertrag über die Einführung einer Verfassung für Europa zu?“

### Landesweites Ergebnis
In der folgenden Tabelle sind die landesweiten Ergebnisse dargestellt. Bezogen auf die Zahl der abgegebenen Stimmen stimmten 76,96 % mit „Ja“. Ungewöhnlich hoch war die Zahl der leeren Stimmzettel und ungültigen Stimmen, die landesweit bei zusammen 6,82 % lag. Bezogen auf die Zahl der auswertbaren Stimmen stimmten 82,48 % mit „Ja“. Die Wahlbeteiligung war mit 41,77 % so niedrig wie noch bei keiner Wahl seit den 1970er Jahren. Bezogen auf die Zahl der Wahlberechtigten hatten 31,87 % mit „Ja“ und 7,07 % mit „Nein“ gestimmt.

Ergebnisse nach Autonomen Gemeinschaften (Prozent „Ja“-Stimmen)

| Antwort                                   | Stimmen    | in Prozent |
| ----------------------------------------- | ---------- | ---------- |
| Ja                                        | 11.057.563 | 76,96      |
| Nein                                      | 2.453.002  | 17,07      |
|                                           |            |            |
| Ja- und Nein-Stimmen zusammen             | 13.510.565 | 93,23      |
| Leere Stimmzettel                         | 856.664    | 5,96       |
| Gültige Stimmen                           | 14.367.229 | 99,14      |
| Ungültige Stimmen                         | 124.523    | 0,86       |
| Stimmen insgesamt                         | 14.491.752 | 100,0      |
| Wahlberechtigte insgesamt/Wahlbeteiligung | 34.692.491 | 41,77      |

### Ergebnisse nach Regionen
In allen Regionen wurde mehrheitlich mit „Ja“ abgestimmt. Es zeigten sich jedoch deutliche regionale Unterschiede. In den wirtschaftlich entwickelteren Regionen (vor allem Katalonien, Baskenland, Madrid) war die Zustimmungsrate am geringsten, in den wirtschaftlich eher unterentwickelten (Extremadura, Andalusien) am höchsten. Die Wahlbeteiligung lag in keiner Autonomen Gemeinschaft bei über 50 Prozent.

Ergebnisse nach Provinzen (Prozent „Ja“-Stimmen)

Wahlbeteiligung nach Provinzen

| Autonome Gemeinschaft | Ja (in %) | Nein (in %) | Wahlbeteiligung (in %) |
| --------------------- | --------- | ----------- | ---------------------- |
| Andalusien            | 83,32     | 11,6        | 40,3                   |
| Aragonien             | 80,99     | 12,76       | 44,67                  |
| Asturien              | 76,42     | 17,38       | 38,4                   |
| Balearen              | 77,69     | 15,98       | 33,14                  |
| Kanaren               | 86,33     | 9,78        | 36,53                  |
| Kantabrien            | 79,45     | 14,41       | 44,55                  |
| Kastilien-La Mancha   | 82,0      | 11,76       | 45,77                  |
| Kastilien-León        | 81,19     | 12,47       | 48,62                  |
| Katalonien            | 64,84     | 27,92       | 40,6                   |
| Extremadura           | 85,23     | 9,33        | 49,3                   |
| Galicien              | 82,14     | 11,69       | 41,14                  |
| La Rioja              | 82,37     | 11,94       | 48,83                  |
| Madrid                | 74,11     | 19,27       | 41,89                  |
| Murcia                | 81,83     | 12,87       | 41,24                  |
| Navarra               | 65,6      | 28,94       | 41,23                  |
| Baskenland            | 62,89     | 33,4        | 38,45                  |
| Valencia              | 77,42     | 16,39       | 44,14                  |
| Ceuta                 | 81,48     | 13,42       | 27,91                  |
| Melilla               | 84,59     | 11,96       | 26,36                  |
| Landesweit            | 76,96     | 17,07       | 41,77                  |

## Nach dem Referendum: Analysen und weitere Entwicklung
Nach dem Referendum ratifizierte die spanische Abgeordnetenkammer am 28. April 2005 den Vertrag mit großer Mehrheit (319 „Ja“ gegen 19 „Nein“). Am 18. Mai 2005 folgte der Senat mit 225 „Ja“ gegen 6 „Nein“-Stimmen bei einer Enthaltung und am 20. Mai 2005 war die Ratifikation damit abgeschlossen.
Auffallend war die sehr geringe Wahlbeteiligung von nur 41,8 %, die bis dato für Wahlen in Spanien untypisch war. In einer Umfrage nach der Wahl gaben etwa 30 % der Befragten an, dass sie sich nicht ausreichend informiert fühlten, 13 % nannten ein allgemeines Desinteresse an Politik und 28 % gaben „andere Gründe“ an, die es verhindert hätten, dass sie am Wahltag zur Abstimmung gegangen seien. Die Umfrage zeigte, dass die Wahlbeteiligung desto niedriger ausgefallen war, je geringer die Kenntnisse über die Europäische Verfassung waren. Der Verfassungsentwurf wurde vor allem von jüngeren Wählern abgelehnt. In der Altersgruppe 18–24 Jahre gab es nur 55 % Zustimmung, in der Altersgruppe >55 Jahre dagegen 84 %. Hinsichtlich der parteipolitischen Präferenzen gab es hohe Zustimmungsraten bei Anhängern von PSOE (93 % Zustimmung), CC (99 %) und PP (75 %). Mehrheitlich abgelehnt wurde der Verfassungsentwurf von Anhängern der Parteien IU (61 % Ablehnung), BNG (77 %), EA (61 %), PNV (57 %) und besonders deutlich ERC (87 %). 85 % der Befragten nannten die Mitgliedschaft Spaniens in der Europäischen Union eine „gute Sache“. Auch unter den Nein-Wählern stimmten 61 % dieser Aussage zu.
Letztlich trat der Vertrag über die Europäische Verfassung nicht in Kraft, da er von den Wählern in Frankreich in einem Referendum am 29. Mai 2005 und darauf folgend auch von den niederländischen Wählern im Referendum am 1. Juni 2005 mehrheitlich abgelehnt wurde.